# Державне підприємство «Ізотоп»
ДП «Ізотоп» — радянське, а потім українське державне підприємство, основною сферою діяльності якого є виробництво, продаж та транспортування джерел іонізуючого випромінювання, а також утилізація цих джерел.

## Історія
Виробниче підприємство «Ізотоп» утворено 2 серпня 1962 під назвою Київська міжреспубліканська контора Всесоюзного об'єднання «Ізотоп». Підприємство перебувало у підпорядкуванні Міністерства середнього машинобудування СРСР під егідою Державного комітету при РМ СРСР з використання атомної енергії. Після розпаду СРСР належить до Міністерства промислової політики України.
1968 року завершилося будівництво першої черги виробничо-складського комплексу зі сховищем ізотопів у селі Проліски Бориспільського району Київської області. У період з 1980 до 1996 для забезпечення збільшених виробничих потреб підприємства та поліпшення умов праці проведено поетапну повну реконструкцію комплексу, розширено територію, збудовано нові складські приміщення. У 1986 та наступних роках колектив «Ізотопу» робить внесок у справу ліквідації наслідків аварії на Чорнобильській АЕС шляхом поставок різного обладнання та засобів індивідуального захисту, організацій контрольно-пропускних пунктів, пунктів дезактивації, сервісного пункту ремонту дозиметричної апаратури для всіх підприємств зони ліквідації аварії, кадровий підрозділ УС-605, який приймав усіх фахівців, спрямованих у відрядження на ЧАЕС по всьому Радянському Союзу, потім на пострадянському просторі. Багато працівників підприємства, зокрема директор підприємства О. К. Солод, взяли участь у ліквідації аварії. Наприкінці 1980-х та на початку 1990-х років поставлено на серійне виробництво близько 10 типів побутових дозиметрів, обсяг серійного випуску налічував сотні тисяч одиниць продукції.
У 2004 на базі підприємства як відокремлений підрозділ створено Державний регістр ДІВ (джерел іонізуючого випромінювання), що функціонує як єдина система обліку та контролю ДІВ в Україні. У вересні 2013 року завершено будівництво «гарячої» камери та повну модернізацію системи фізичного захисту транспортно-складського комплексу.

## Партнери
- Енергоатом
- Турбоатом
- Запоріжсталь
- Полтавський гірничо-збагачувальний комбінат
- Київська паперова фабрика
- Сєвєродонецьке об'єднання Азот
- Дніпропетровський агрегатний завод
- Івано-Франківський арматурний завод
- Ужгородський Турбогаз
- Вишневський ливарно-ковальський завод
- Теплоенергомонтаж
- Інститут серця Міністерства охорони здоров'я України
- Національний інститут раку
- Київський міський клінічний онкологічний центр
- Клінічна лікарня «Феофанія»
- Лікарня ізраїльської онкології LISOD
- Інститут медичної радіології імені С. П. Григор'єва НАМНУ
- Львівський державний онкологічний регіональний лікувально-діагностичний центр
- Інститут металофізики імені Г. В. Курдюмова НАНУ
- Харківський національний університет імені В. Н. Каразіна
- Прикарпатський національний університет імені Василя Стефаника
- Слов'янські шпалери — КФТП
- Smart Maritime Group

## Міжнародна співпраця
Підприємство «Ізотоп» зберегло наступність виробничих відносин з постачальниками РФ, інших країн СНД та Європи, а також суттєво розширило виробничі зв'язки, підтримуючи ділові контакти із фірмами США, Канади, Китаю та інших країн. Взаємодіють з урядом Німеччини з питань забезпечення захисту ядерних матеріалів в рамках Глобального партнерства G8 проти поширення зброї та матеріалів масового знищення. У липні 2023 року діяльність підприємства вивчала місія МАГАТЕ з підтримки та допомоги у питаннях безпеки та безпеки джерел іонізуючого випромінювання в Україні.